# Fonction univalente
En mathématiques, et plus précisément en analyse complexe, une fonction holomorphe sur un sous-ensemble ouvert d'un plan complexe est appelée « fonction univalente » si elle est injective.

## Exemples
Toute transformation de Möbius {\displaystyle \phi _{a}} d'un disque unitaire ouvert dans lui-même, {\displaystyle \phi _{a}(z)={\frac {z-a}{1-{\bar {a}}z}},} où {\displaystyle |a|\leq 1,} est univalente.

## Propriétés
On peut démontrer que si {\displaystyle G} et {\displaystyle \Omega } sont deux ensembles ouverts connexes dans le plan complexe, et
{\displaystyle f:G\to \Omega }
est une fonction univalente tel que {\displaystyle f(G)=\Omega } (c'est-à-dire que {\displaystyle f} est une surjection, donc une bijection), alors la dérivée de {\displaystyle f} ne s'annule jamais, et la bijection réciproque de {\displaystyle f}, notée {\displaystyle f^{-1}}, est également holomorphe. De plus, d'après le théorème de dérivation des fonctions composées,
{\displaystyle (f^{-1})'(f(z))={\frac {1}{f'(z)}}}
pour tous {\displaystyle z} dans {\displaystyle G}

## Comparaison avec les fonctions réelles
Pour les fonctions analytiques réelles, ces propriétés ne sont plus valables. Par exemple, si l'on considère la fonction 
{\displaystyle f:(-1,1)\to (-1,1)\,}
donnée par ƒ(x) = x3, cette fonction est trivialement injective. Cependant, sa dérivée vaut 0 en x = 0, et son inverse n'est ni analytique, ni même différentiable, sur l'intervalle entier  (−1, 1).